# Soane-Patita Lavuia
Soane Patita Lavuia était un roi coutumier au titre de (lavelua) d'Uvea qui régna de 1910 à 1916. Il succède à Sosefo Mautamakia Ier, à la suite d'un différend entre le roi, le résident de France et la mission catholique. 

## Règne

### Arrivée au pouvoir

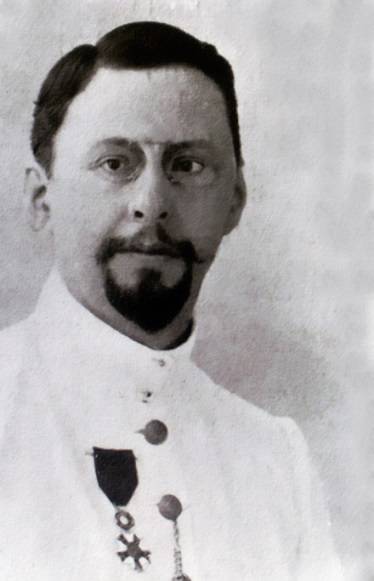
Adrien Bonhoure, gouverneur de Nouvelle-Calédonie en 1910, permet de dénouer la crise politique qui mène à la reconnaissance de Soane Patita Lavuia comme roi de Wallis.

En 1910, le nouveau résident Victor Jean Brochard, souhaite expulser le père supérieur de la mission catholique (père Bazin), et convainc le roi Sosefo Mautamakia Ier de se ranger à ses côtés. En février 1910, Bazin quitte Mata-Utu pour le district de Mu'a. Le 19 mars, un décret royal l'intime de quitter Wallis. Face aux protestations des pères maristes, le lavelua maintient ses positions. Une centaine de Wallisiens favorable aux maristes prend les armes et marche sur Mata Utu le 1er avril ; le roi, abandonné par les siens, est alors contraint d'abdiquer. Soane Patita Lavuia est choisi pour être le prochain souverain. Néanmoins, le résident Brochard n'accepte pas cette nouvelle nomination. La crise trouve sa résolution le 18 mai avec l'arrivée par navire du gouverneur de Nouvelle-Calédonie, Adrien Bonhoure : ce dernier demande au résident qu'il formule des excuses officielles au père Bazin. Une nouvelle délibération des chefs coutumiers est organisée à bord du navire de guerre le Kersaint le 19 mai 1910, et Soane Patita Lavuia est confirmé comme étant le nouveau Lavelua.

### Décès
Il décède le 30 novembre 1916 et est enterré dans le caveau royal de la cathédrale Notre-Dame-de-l'Assomption de Mata Utu. Après sa mort, Sosefo Mautamakia II est choisi comme roi pour lui succéder.